# (17103) Kadyrsizova
(17103) Kadyrsizova (1999 JC42) – planetoida z pasa głównego asteroid okrążająca Słońce w ciągu 4,78 lat w średniej odległości 2,84 j.a. Odkryta 10 maja 1999 roku.